# Irina Walentinowna Moissejewa
Irina Walentinowna Moissejewa (russisch Ирина Валентиновна Моисеева, * 3. Juli 1955 in Moskau) ist eine ehemalige russische Eiskunstläuferin, die im Eistanz für die Sowjetunion startete.
Ihr Eistanzpartner war Andrei Minenkow, mit dem sie auch verheiratet ist. Das Paar lief ab 1967 zusammen, sein Debüt bei Welt- und Europameisterschaften hatte es 1973. Von 1975 bis 1982 erreichten Moissejewa und Minenkow stets das Podium bei Weltmeisterschaften. 1975 in Colorado Springs und 1977 in Tokio wurden sie Weltmeister. 1976, 1978 und 1981 wurden sie Vize-Weltmeister und 1979, 1980 und 1982 gewannen sie die Bronzemedaille. Ähnlich erfolgreich waren sie bei Europameisterschaften, bei denen sie von 1976 bis 1982 immer eine Medaille gewinnen konnten. 1977 in Helsinki und 1978 in Straßburg wurden sie Europameister, 1976, 1979 und 1981 gewannen sie die Silbermedaille und 1980 und 1982 die Bronzemedaille. Bei den ersten Olympischen Spielen, bei denen Eistanz im Programm war, errangen Moissejewa und Minenkow 1976 in Innsbruck die Silbermedaille hinter ihren Landsleuten Ljudmila Pachomowa und Alexander Gorschkow. Bei ihren zweiten Olympischen Spielen gewannen sie 1980 in Lake Placid die Bronzemedaille hinter ihren Landsleuten Natalja Linitschuk und Gennadi Karponossow sowie den Ungarn Krisztina Regőczy und András Sallay.
Moissejewa und Minenkow wurden von Ljudmila Pachomowa, Natalia Dubowa und ab 1969 zehn Jahre lang von Tatjana Tarassowa in Moskau trainiert.

## Ergebnisse

### Eistanz
(mit Andrei Minenkow)
| Wettbewerb / Jahr           | 1970 | 1971 | 1972 | 1973 | 1974 | 1975 | 1976 | 1977 | 1978 | 1979 | 1980 | 1981 | 1982 |
| --------------------------- | ---- | ---- | ---- | ---- | ---- | ---- | ---- | ---- | ---- | ---- | ---- | ---- | ---- |
| Olympische Winterspiele     |      |      |      |      |      |      | 2.   |      |      |      | 3.   |      |      |
| Weltmeisterschaften         |      |      |      | 7.   | 4.   | 1.   | 2.   | 1.   | 2.   | 3.   | 3.   | 2.   | 3.   |
| Europameisterschaften       |      |      |      | 7.   | 5.   | 4.   | 2.   | 1.   | 1.   | 2.   | 3.   | 2.   | 3.   |
| Sowjetische Meisterschaften | 5.   | 4.   | 3.   | 3.   | 2.   | 3.   | 2.   | 1.   |      | 2.   |      | 2.   | 2.   |